# Hustadvika

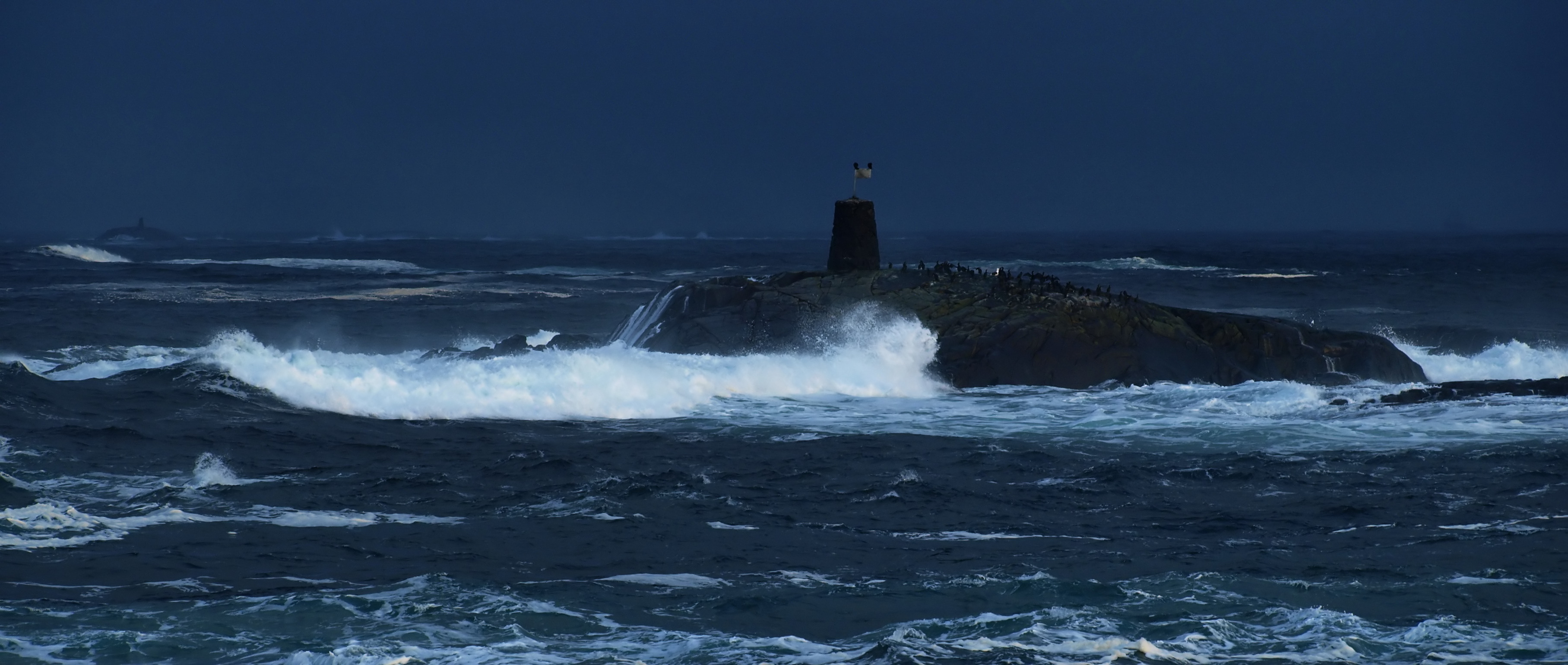
Oväder på Hustadvika

Hustadvika är ett drygt 18,5 kilometer långt öppet havslandskap utanför Hustadvika kommun i landskapet Romsdal i Møre og Romsdal fylke i västra Norge. Området ligger längs fartygsleden mellan Molde och Kristiansund. I söder börjar området med Harøyfjorden och Bjørnsund fyr. I norr går den över i Ramnfjorden vid Kvitholmen fyr. Havsavsnittet anses vara ett av de farligaste längs den norska kusten, och många fartyg har förlist där. Farvattnet är svårfarbart inom ett område på mellan 1,9 och 3,7 kilometer från land.

## Hustadvika kommun
De två kommunerna Fræna och Eide slogs ihop den den 1 januari 2020 under namnet Hustadvika kommun.

## Motorhaverier i Hustadvika i storm i mars 2019
Huvudartikel: M/S Viking Sky#Motorhaveri i storm vid norska kusten i mars 2019

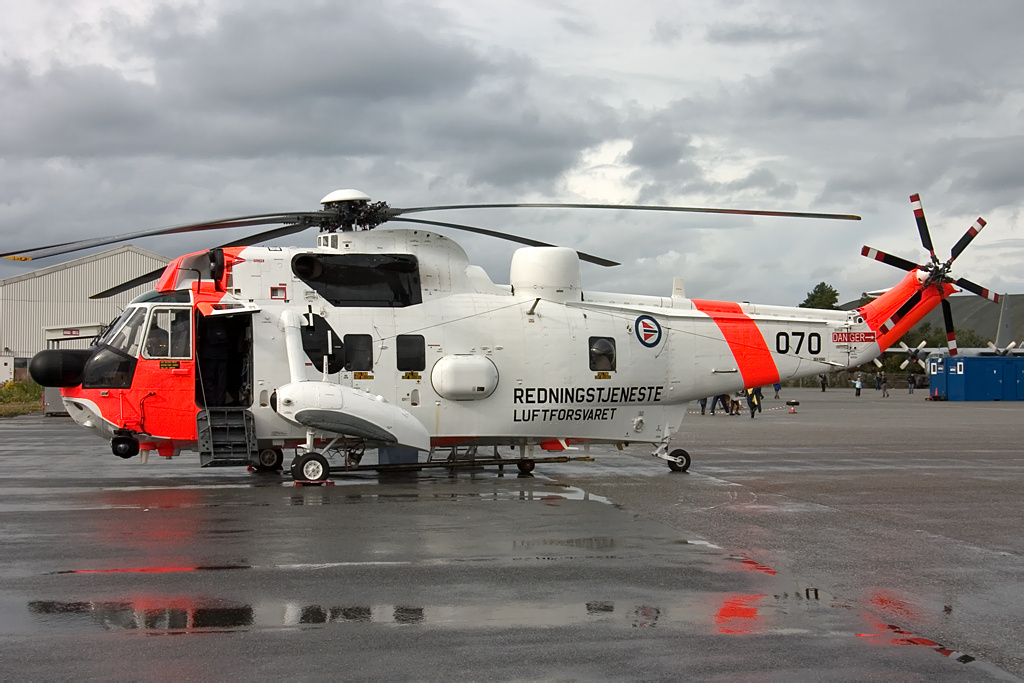
En av de Sea King-helikoptrar från 330. skvadron, som deltog i räddningen av nödställda på M/S Viking Sky

Den 23 mars 2019 fick kryssningsfartyget M/S Viking Sky motorhaveri i Hustadvika ungefär 1,5 kilometer utanför grunt vatten. Det var mycket hårt väder med upp till 15 meter höga vågor. Fartyget drev under 30 minuter mot grynnor och land till omkring 100 meter före förlisning, innan fartyget kunde få stopp genom att få fäste för ankare, varefter besättningen lyckades återstarta en av fartygets fyra dieselmotorer. 470 personer, av de sammanlagt 1 373 passagerarna och besättningsmännen, evakuerades genom att under natten hissas upp i räddningshelikoptrar och ilandsättas, innan kaptenen på förmiddagen dagen därpå kunde avbryta evakueringen och fartyget kunde sakta segla in till Molde med oceanbogserbåtshjälp. Sammanlagt tre stora räddningshelikoptrar var sysselsatta under natten, samtidigt som två fått avdelas till lastfartyget Hagland Captain med nio mans besättning, som också fått motorstopp på Hustadvika samma kväll och förlist. Hennes besättning firades också upp från däck och från vattnet till helikoptrar. Evakueringen med helikoptrar från M/S Viking Sky avslutades på förmiddagen dagen efter, sedan fartyget åter blivit någorlunda manöverdugligt, kapat ankarkättingen och kunnat lämna haveriplatsen till kaj i Molde med hjälp av oceanbogseraren M/S Ocean Response.